# Francesco Canalini
Francesco Canalini (né le 23 mars 1936) est un prélat italien de l'Église catholique qui a fait carrière au service diplomatique du Saint-Siège.

## Biographie
Francesco Canalini est né à Osimo, en Italie, le 23 mars 1936. Il est ordonné prêtre le 19 mars 1961.

## Carrière diplomatique
Pour se préparer à une carrière diplomatique, il entre à l'Académie pontificale ecclésiastique en 1966. Ses premières missions dans le service diplomatique incluent un travail lors d'une réunion de l'Conférence sur la sécurité et la coopération en Europe (CSCE) en 1974.
Le 28 mai 1986, le pape Jean-Paul II le nomme archevêque titulaire de Valeria (de) et pro-nonce apostolique en Indonésie (en). Il reçoit sa consécration épiscopale le 12 juillet 1986 des mains du cardinal Agostino Casaroli. Le pape Jean-Paul II visite l'Indonésie alors que Canalini y est nonce.
Le 20 juillet 1991, il est nommé nonce apostolique en Équateur (en).
Le 5 décembre 1998, il est nommé nonce apostolique en Australie (en),.
Le 8 septembre 2004, le pape Jean-Paul II le nomme nonce apostolique en Suisse et au Liechtenstein (en).
Il prend sa retraite du service diplomatique en avril 2011. Il est ensuite vicaire de la basilique Sainte-Marie-Majeure.